# Vlag van Eemnes

Vlag van de gemeente Eemnes

De vlag van Eemnes is op 24 januari 1975 vastgesteld als de gemeentelijke vlag van de Utrechtse gemeente Eemnes. De vlag vertoont in het kanton het gemeentelijk  wapen.
De vlag is in 1951 ter gelegenheid van de viering van 600 jaar stadsrechten is ontworpen. Zoals inmiddels bekend, was dat feest een jaar te vroeg.
De vlag bestaat uit drie banen van gelijke hoogte; de bovenste is rood, de middelste is wit en de onderste baan is geel. In de rode baan wordt het wapen van de gemeente afgebeeld. Dit is een van de defileervlaggen die bij het defilé in Amsterdam ter gelegenheid van het veertigjarig regeringsjubileum van koningin Wilhelmina in 1938 zijn gebruikt. Ze waren voor de gelegenheid ontworpen voor alle Nederlandse gemeenten die geen eigen vlag hadden, maar sommige gemeenten, waaronder Eemnes, hebben de vlag naderhand als gemeentevlag gebruikt. De vlaggen hebben per provincie een gelijk patroon, in het geval van Utrecht drie banen in rood, wit en geel, afgeleid van de kleuren van het provinciewapen, met daarop een kanton met daarin een symbool, meestal ontleend aan het wapenschild van de gemeente.
In 1413 zou Eemnes een vlag hebben gebruikt met de volgende beschrijving: "...dat wimpel sal wesen van twee verven gedeijlt, wesende als boven fijn opel groen en beneden van silver wit, daer in ’t midden een beelt van golden des heijligen bisschops Sancte Nicolaes haeres patroon staan sal."
Inwoners kregen deze vlag van bisschop Frederik van Blankenheim voor de bewezen trouw in diens onenigheid met de Friezen.
In 2019 werden op initiatief van de lokale feestcomité gemeentevlaggen opgehangen in de stad. Dat jaar werden er vlaggen bijgedrukt ter gelegenheid van het veertigjarig jubileum van de Historische Kring Eemnes (HKE). In 2020 nam de vraag bij de HKE toe, die in totaal 900 vlaggen hebben verkocht. De vlaggen werden in maart 2020 opgehangen als teken van saamhorigheid gedurende de coronacrisis.

## Afbeeldingen

Historische vlag uit 1413
Feestvlag in 2:3 verhouding
Wapen van Eemnes

Amersfoort 
· Baarn 
· Bunnik 
· Bunschoten 
· De Bilt 
· De Ronde Venen 
· Eemnes 
· Houten 
· IJsselstein 
· Leusden 
· Lopik 
· Montfoort 
· Nieuwegein 
· Oudewater 
· Renswoude 
· Rhenen 
· Soest 
· Stichtse Vecht 
· Utrecht  
· Utrechtse Heuvelrug 
· Veenendaal 
· Vijfheerenlanden 
· Wijk bij Duurstede 
· Woerden 
· Woudenberg 
· Zeist